# Angophora euryphylla
Angophora euryphylla là một loài thực vật có hoa trong Họ Đào kim nương. Loài này được (L.A.S.Johnson ex G.J.Leach) L.A.S.Johnson & K.D.Hill mô tả khoa học đầu tiên năm 1990.